# Antestor
Antestor je norveški ekstremni metal sastav osnovan 1989. godine u Jessheimu. Zaslužan za nastanak sjevernoeuropske kršćanske metal scene Antestor je jedina kršćanska black metal grupa čiji je album The Return of the Black Death objavila diskografska kuća Cacophonous Records (koja je također objavljivala i albume black metal skupina kao što su Dimmu Borgir, Sigh i Cradle of Filth): taj album, prodan u više od 10.000 primjeraka, potaknuo je i razvoj kršćanskoga black metal pokreta.
U kasnim devedesetim godinama 20. stoljeća sastav svojem glazbenom stilu daje naziv "sorrow metal" te odbacuje naziv black metal zato što je black metal, kao pokret, u očima norveške javnosti bio povezan sa sotonizmom. Prema časopisu HM, progresivni elementi na njihovu albumu Martyrium u norveškoj su ekstremnoj metal sceni bili daleko ispred njihova vremena.
Postava Antestora često se tijekom godina mijenjala: prvi pjevač skupine, Martyr, napustio je Antestor 2000. godine, a tri godine poslije grupu je napustio i prvi bubnjar Armoth. Ubrzo nakon toga sastavu se priključilo nekoliko članova black metal skupine Vaakevandring. Antestor danas čine pjevač, gitarist i osnivač grupe Vemod, gitarist Erkebisp, pjevač Vrede, bubnjar Jo Henning Børven i basist Erik Normann Aanonsen.

## Povijest

### Crush Evil (1989. – 1993.)
Sastav nastaje 1989. u Jessheimu, Norveškoj pod izvornim imenom "Crush Evil"; njegovi osnivači bili su Vemod, Martyr, Øyvind Haugland i Pilgrim. Paul W im se kasnije pridružio kao bubnjar. U to je doba glazba skupine bila spoj death metala, doom metala i thrash metala.
Grupa 1991. godine snima i objavljuje svoj prvi demouradak, The Defeat of Satan, koji se sastoji od tri pjesme i outra. Antestor je tijekom svoje karijere mnogo puta zadobio prijetnje smrću zbog kršćanske vjeroispovijesti članova skupine.
Samo postojanje sastava izazivalo je polemike u podzemnoj metal sceni. Primjerice, početkom devedesetih godina dvadesetog stoljeća, Bård Faust (bubnjar skupine Emperor) spomenuo je Antestor u raspravi s Euronymousom (gitaristom black metal grupe Mayhem) u svojem fanzinu Orcustus koji se bavio tematikom norveške black metal scene. Faust je pitao: "Ne misliš li da je nešto stvarno pošlo po zlu kada je došlo čak do toga da postoji kršćanski "death metal" sastav (Crush Evil)? Imaš li kakav savjet kako da ih pobijemo?" Euronymous mu je odgovorio: "Već je dovoljno loše što postoji nekoliko društvenih sastava, ali kršćanski sastav je ipak previše. No ne brini se. Neće nastaviti još dugo vremena." Međutim, Antestor je nastavio postojati unatoč ovim prijetnjama. Nikad nije bio primoran na raskid te je gotovo u ironičnom preokretu sudbine Jan Axel Blomberg (bolje znan kao Hellhammer, bubnjar Mayhema) bio Antestorov studijski bubnjar na EP-u Det tapte liv i albumu The Forsaken.

### Martyrium(1993. – 1996.)
Antestor 1993. godine mijenja svoje ime iz Crush Evil u Antestor, ime koje u prijevodu s latinskog jezika znači "svjedočiti". Iste godine sastavu se pridružuju Gard kao basist i Armoth kao bubnjar. Prvi Antestorov demouradak, Despair, izlazi iste godine; demo počinje i završava obradom stare norveške himne imena Jesus, Jesus, ver du hjå meg ("Isuse, Isuse, budi sa mnom"). Diskografska kuća Strawberry Records objavila je 600 primjeraka demouratka.
U prosincu 1994. Antestor snima svoj prvi studijski album Martyrium. Diskografska kuća Arctic Serenades Records je izvorno trebala objaviti album, no zbog nepoznatih razloga to nikad nije učinila te je radi toga sastav pokušao pronaći drugog izdavača koji bi objavio album. Tek će 1997. godine američka diskografska kuća Morphine Records objaviti ograničen broj bootleg inačice albuma, dok će Endtime Productions službeno objaviti album 2000. godine. U jednom je intervjuu bubnjar Armoth izjavio:  "...bili smo u kontaktu s diskografskom kućom Morphine Records. No to je bilo samo u vezi potpisivanja ugovora za album Martyrium. Budući da nikad nismo službeno s njima potpisali ugovor, Burrito (vlasnik izdavačke kuće) je napravio nekoliko promotivnih snimaka i svaku je od njih prodao ilegalno jer nismo potpisali ugovor." Međutim, primjerci snimaka bili su u optjecaju do svojeg petog objavljivanja te se tako i povećavao broj obožavatelja skupine. Martyrium je bio jedini death/doom album grupe.
Antestor se 3. lipnja 1994. pojavljuje u lokalnoj televizijskoj emisiji "BootlegTV"; emisija je bila namijenjena mladeži i svima onima koji su htjeli iskusiti i uvježbati umijeće snimanja i video produkcije. U emisiji su uglavnom nastupali lokalni izvođači iz Osla te je emisiju emitirala televizijska postaja TVNorge. Tijekom trajanja emisije Antestor je nastupio s pet pjesama s albuma Martyrium. Antestor se 6. lipnja 1995. godine pojavljuje i u članku norveškog tjednika Morgenbladet koji je govorio o fenomenu kršćanskog black metala te raspravljao o kontroverzama koje su okruživale album Hellig Usvart australskog unblack metal sastava Horde. U članku vokalist Martyr objašnjava Antestorov stav oko pitanja može li kršćanska grupa svirati black metal: "Mi se identificiramo kao black metal skupina u glazbenom smislu, a ne kao black metal skupina po ideologiji ili vjerovanjima."

### The Return of the Black Death(1997. – 1998.)
Antestor 1997. godine objavljuje promo CD Kongsblod koji je privukao pozornost britanske diskografske kuće Cacophonous Records, jedne od najvećih diskografskih kuća s iskustvom u području black metal stila te koja je pripomogla poznatim izvođačima kao što su Cradle of Filth i Dimmu Borgir pri započinjanju karijere. Cacophonous je ubrzo potpisao ugovor za objavu dva albuma s grupom. Cacophonous 1998. godine objavljuje album Kongsblod pod drugačijim imenom – The Return of the Black Death te također mijenja i naslovnicu albuma (koja je izvorno preuzeta s poznate norveške slike), zamjenjujući ju naslovnicom koju je naslikao poznati tvorac naslovnica za heavy metal albume Joe Petagno.
Heavy metal sceni privukla je pažnju činjenica da je Cacophonous (koja je sekularno orijentirana diskografska kuća) objavio glazbeni materijal kršćanskog sastava. U intervjuu s webzinom Art for the Ears Webzine koji je objavljen 12. prosinca 1998., Armoth je izjavio: "Poslali smo [im] CD i kratku biografiju. Htjeli su s nama potpisati ugovor isključivo radi glazbe i to je bilo upravo ono što smo htjeli." Dvije godine kasnije, u intervjuu s finskim fanzinom The Christian Underground Zine, novinar fanzina upitao je skupinu: "Međutim, potpisali ste ugovor za objavu albuma s Cacophonous Recordsom (ex-Cradle of Filth, Bal-Sagoth). Kakva ste iskustva stekli iz tog doba?" Antestor je odgovorio: "Vrlo loša, zapravo. Ne mogu reći da su učinili išta drugo osim što su objavili album. Nije tu bilo nikakvih novaca, nikakvog honorara, ničega." Novinar je također upitao: "Je li diskografska kuća postavila kakve zahtjeve u pogledu vašeg imidža?" Antestor je odgovorio: "Ništa takvog tipa. Samo su rekli da nam nije preporučljivo baš svugdje izjavljivati da smo kršćanski sastav te su cenzurirali riječi 'Lord' (Gospodin) i 'Jesus' (Isus) na našim tekstovima. Čak smo i sami maknuli nekoliko tekstova jer nismo htjeli nepotrebno provocirati."
The Return of the Black Death je zadobio uglavnom pozitivne kritike od strane glazbenih kritičara te kršćanskih i nekršćanskih black metal obožavatelja. Primjerice, britanski metal časopisi Kerrang! i Terrorizer dali su albumu 4 od 5 bodova. S glazbenog je gledišta The Return of the Black Death mješavina black metala i doom metala. Album karakterizira hipnotička i hladna atmosfera te prikazuje utjecaje norveške folklorne glazbe, što je dovelo do toga da neki njegovi obožavatelji opisuju Antestor kao viking metal skupinu. Za razliku od prethodnih izjava skupine, otprilike u doba objave The Return of the Black Deatha sam je sastav izjavio kako se članovi dvoume oko toga može li kršćanska grupa svirati black meta jer je pokret black metala još uvijek bio strogo povezan sa sotonizmom. Bubnjar Armoth izjavljuje u intervjuu iz 1998. godine:

### The Forsaken(2000. – 2009.)
Antestor 2000. godine potpisuje ugovor s Endtime Productions, diskografskom kućom koja je također pripomogla započeti karijeru norveškog metal sastava Extol. Izvorni je vokalist, Kjetil Molnes (Martyr), iste godine napustio Antestor. Međutim, raspad je jedne druge kršćanske norveške metal skupine, Vaakevandringa, dovelo do toga da se nekoliko nekadašnjih članova Vaakevandringa priključilo Antestoru; poimence, pridružili su mu se vokalist Ronny Hansen (koji je prihvatio novi pseudonim Vrede) te klavijaturist Morten Sigmund Mageroy (u grupi znan kao Sygmoon). Antestoru se kao studijska vokalistica na neko vrijeme pridružila i Ann-Mari Edvardsen, koja je ujedno bila i pjevačica norveške gothic metal grupe The Third and the Mortal. Po prvi puta u svojoj karijeri, članovi Antestora počeli su koristiti corpse paint za potrebe koncerata i cjelokupnog imidža.
Iste godine Endtime Productions službeno objavljuje album Martyrium, čiju je naslovnicu naslikao poznati švedski slikar naslovnica heavy metal albuma Necrolord. Također, Antestor iste godine odlazi na turneju u SAD zajedno s grupom Extol, nastupajući najprije u manjim mjestima te na kraju nastupajući na festivalu Cornerstone. Nekoliko je predstojećih godina sastav bio tih; nije objavljivao nikakva glazbena izdanja sve do 2003. kada su ponovno objavljena njihova prva dva demouratka na jednom CD-u imena The Defeat of Satan. Bubnjar Armoth iste godine napušta sastav te Antestor dugo vremena neće naći novog bubnjara koji bi se ujedno i pridružio skupine (Jo Henning Børven, trenutni bubnjar skupine, pridružuje se grupi tek 2010. godine).
Antestor 2004. godine mijenja svoj prethodni glazbeni stil u moderniji black metal, te objavljuju nekoliko novih pjesama na EP-u Det tapte liv ("Izgubljeni život"). Det tapte liv manje se usredotočio na obilježja black metal stila skupine i više se usredotočio na instrumentalne pjesme. Međutim, EP je suptilno pokazao i kakav će glazbeni stil obitavati na sljedećem studijskom albumu, The Forsaken, objavljenom početkom 2005. godine. Naslovnice za EP i album ponovno je naslikao Kristian Wåhlin (Necrolord) te naslovnica EP-a prikazuje crkvu Borgund Stave. Hellhammer je svirao bubnjeve na oba glazbena izdanja kao studijski bubnjar. U intervjuu s ruskom metal web-stranicom Metal Library 7. siječnja 2007. godine, novinari su upitali Hellhammera što su njegovi kolege iz Mayhema i diskografska kuća mislili o njegovom sudjelovanju u Antestoru; on je odgovorio: "Da budem iskren, bio je to jedan veliki 'jebite se!' svima njima. Opet vam kažem da ja odlučujem što ću raditi i stoga ne sviram samo u black metal grupama." Sastav je također zamolio Hellhammera da svira s njima na koncertima, ali je on odbio. Hellhammer je kasnije još izjavio: "Po mom mišljenju, danas je black metal samo glazba. Reći ću vam da niti ja niti ostali članovi Mayhema zapravo nikad nismo bili protiv religije ili nečeg drugog. Glavni nam je interes glazba." U vezi Hellhammerovog sudjelovanja u grupi, Ronny Hansen je komentirao:
Novi se bubnjar Tony Kirkemo grupi pridružio 2005. godine kao koncertni bubnjar. Antestor je rijetko nastupao te izričito na festivalima kršćanske glazbe. Neki od primjera nastupa grupe početkom 21. stoljeća uključuju koncert na Bobfestu 2000. godine u Stockholmu te nastupe u Linköpingu i festivalu Nordic Fest u Oslu 2004. godine.
Neki su članovi još uvijek svirali u black metal sastavu Vaakevandring, koji je održao koncert ujedinjenja zajedno s Antestorom na festivalu Endtime koji se održao krajem ožujka 2007. godine u Halmstadu. Antestor je na koncertu nastupio s nekoliko koncertnih članova te su na tom istom koncertu izjavili kako će im to neko vrijeme biti posljednji nastup.

### Omen(2010. – danas)
Nakon tri godine pauze u radu, Antestor 29. siječnja 2010. otvara svoju službenu Facebook stranicu. Nakon tog čina najavljuju nove članove: basista Thora Georga Buera (iz grupe Grave Declaration), gitarista Roberta Bordevika (iz skupina Grievance i Vardøger), bubnjara Joa Henninga Børvena (iz skupina Grave Declaration i Morgenroede) te klavijaturista Nickolasa Maina Henriksena (iz grupa Aspera i Desdemon). S ovom je postavom Antestor nastupio na festivalu Nordic Fest 2010. godine u Oslu. Dana 4. studenog 2010. godine Antestor objavljuje svoje potpisivanje ugovora s diskografskom kućom Bombworks Records s kojom su dogovorili objavu novog albuma i EP-a. Nakon nekoliko promjena u postavi sredinom 2011. godine, skupini se pridružio basist Erik Normann Aanonsen dok se Buer prebacio na sviranje gitare; grupa je s tom postavom održala koncert na norveškom festivalu Seaside. Skupina je završila sa snimanjem svojeg novog albuma sredinom 2012. godine u Norveškoj te su miksanje i mastering albuma bili izvršeni u Švedskoj iste godine. Guitarist Buer 2012. godine napušta sastav kako bi se usredotočio na svoje visokoškolsko obrazovanje, no izjavljuje kako bi mu se mogao vratiti ukaže li se prilika. Četvrti studijski album skupine, Omen, objavljen je u studenom iste godine. Kako bi promovirao album, Antestor je najavio kako početkom 2013. godine odlazi na turneju u Brazil. Kad je nastupao u gradu Belo Horizonte, grupu su napali antikršćanski nastrojeni radikalni black metalci koji su osporavali mogućnost nastupa kršćanske black metal skupine u gradu. Budući da su prosvjednici prethodno već najavili svoje namjere preko interneta, lokalna je policijska postaja angažirala privatnog policajca kao dodatak prisutnoj tridesetorici zaštitara kako bi pomogao osigurati nastup. U jednom je trenutku policajac čak trebao ispucati nekoliko metaka u zrak kako bi se moglo lakše kontrolirati prosvjednike. Jedan je video postavljen na YouTube prikazao grupu radikala kako vrište "Fuck You Antestor!" (Jebi se, Antestore!) izvan koncertnog mjesta te kako je lokalna policija ispratila članove sastava.
Nakon nastupa, Antestor je na svojoj Facebook stranici postavio javnu izjavu u vezi incidenta, u njoj zahvaljujući svojim obožavateljima na dolasku unatoč prisutnim rizicima, te blagoslivljajući prosvjednike: "Ponosni smo što vas možemo zvati svojom braćom i sestrama u Kristu. Zadnje ali ne najmanje važno, moramo zahvaliti zaštitarima na koncertu i policiji Belo Horizontea što su nas izveli kroz ljutu rulju. [...] Ne mrzimo ljutu rulju koja je došla da nas ozlijedi. Zapravo, poruka naših nastupa je da se ljubi neprijatelje. Pa zato neka Bog blagoslovi svakoga tko je stajao vani i skandirao: "Jebi se, Antestore!". Nadamo se da ćemo jednog dana moći razgovarati kao razumni ljudi i piti svježe iscijeđeni sok. Dodatni specijalni pozdrav našim obožavateljima koji su imali muda doći na naš koncert iako su znali da bi takav čin mogao biti opasan. Antestor vam salutira i blagoslivlja vas." U intervjuu norveškim kršćanskim novinama Dagen dva dana nakon povratka grupe u Norvešku, basist Erik Normann Aanonsen izjavio je kako se pripremio za najgori mogući scenarij – da bi turneja mogla završiti smrću te ponavlja Antestorovu zahvalnost agresivnim brazilskim sotonistima izjavljujući: "Sada smo dvostruko veći (poznatiji) u Brazilu nego što smo bili prije svog dolaska."

## Stil

### Glazba
Iako je njen izvorni glazbeni stil na prvim glazbenim izdanjima uglavnom pripadao u žanr death/dooma s odgovarajućim sporim pjesama i growlanjem, grupa je počela svirati black metal 1998. godine s objavom albuma The Return of the Black Death. Na tom su albumu predstavljeni vrišteći vokali, gitaristički tremolo rifovi i brzi bubnjarski ritmovi tipični za black metal žanr. Klavijature su također dobile bitnu ulogu u grupi, dok su one u black metal žanru uglavnom korištene kako bi se izveli epski interludiji i kako bi dominirale zvukovljem. Primjerice, tijekom prve tri minute pjesme "Sorg" pjesmu vodi isključivo klavijaturistička melodija.
Na trećem albumu, The Forsaken, sastav razvija složeniji stil, kao što je primjetljivo u razlici tog albuma i albuma The Return of the Black Death. Glazbeni je razvoj rezultirao tako da se na The Forsakenu pojavilo nekoliko solističkih gitarističkih dionica. Također, u usporedbi s The Return of the Black Deathom, i produkcija albuma se poboljšala. Nakon priključivanja dva bivša člana grupe Vaakevandring, Antestorov je glazbeni stil postao melodičniji i atmosferičniji.

### Tekstovi
Tekstovi grupe uglavnom govore o nadi i očaju, ali i o osobnoj kršćanskoj vjeri njenih članova; zbog toga mnogi obožavatelji metal glazbe odbijaju klasificirati Antestorov glazbeni stil kao black metal jer su tekstovi grupe često suprotni izvornoj black metal ideologiji. Tekstovi su usto najčešće pisani engleskim dok su nešto rjeđe pisani norveškim jezikom (iako su na albumu The Return of the Black Death uglavnom prevladavali norveški tekstovi). Na albumu The Return of the Black Death samo je dio tekstova ispisan u knjižici albuma; riječi koje su se direktno odnosile na Isusa Krista i Boga bile su izostavljene. Primjerice, pjesma "A Sovereign Fortress" govori o priznavanju Boga koji štiti i podupire pjesnika od rođenja. Poruka pjesme prikazana je u refrenu koji u prijevodu s engleskog glasi:
"Sorg" (norveški: žalost, jad, tuga) se međutim bavi temom tuge i potrage za nadom; pjesmu karakterizira mračna slikovitost te tekstovi koji se ne bave isključivo kršćanskom tematikom, ali na koncu nisu niti potpuno negativni. Primjer teksta (u norveškom originalu) glasi:
| »Hvordan Skal Jeg Kunne Leve · Min Sjel Så Høyt Forhatt · Sorg Er Hva Jeg Føler · Alt Så Ensomt Og Forlatt · (Antestor: The Return of the Black Death, song 4: "Sorg"; Cacophonous, 1998)« | »Kako da živim · Moja je duša tako prezrena · Tuga je ono što osjećam · Sve je tako napušteno i ostavljeno · (Prijevod s originala)« |

Još jedna pjesma koja je mračna, ali ovoga puta sadrži kršćansku tematiku u tekstu je "Ancient Prophecy". Tekst govori o tome kako je čovjek bio grešan i da nitko ne može izbjeći Božji sud. Antestor u svojim tekstovima raspravlja i o samoubojstvu, izražava sumnju u sigurnost spasenja te želju za smrću – sve su navedene teme rijetke u tekstovima kršćanskih sastava. Ovako glasi prevedeni primjer iz teksta pjesme "Betrayed" s albuma The Forsaken:

### Pojava
Antestor je jedan od rijetkih kršćanskih sastava koji na svojim nastupima i službenim fotografijama koristi corpse paint. Jedan je primjer prikazan na fotografijama u knjižici albuma The Return of the Black Death na kojima su članovi skupine bili odjeveni u staronordijsku odjeću, nosili crno-bijele boje na licu i nalazili se na određenom snijegom prekrivenom norveškom planinskom području. Grupa nekad koristi i umjetnu krv, kao što ju je primjerice koristio privremeni basist grupe Ravn Furfjord na festivalu Bobefest 2004. godine. Antestor objašnjava kako im nošenje corpse painta "dođe na isto kao maskiranje glumcima ili pantomimičarima; [to je] jedan od načina na koji izražavamo određene osjećaje u [ovoj] bitci u kojoj sudjelujemo. Ono što je najbitnije jest da se treba usredotočiti na Boga i ne se previše zamarati usputnim problemima ovakve vrste."

## Recenzije
Prema riječima vokalista Vredea u intervjuu Intense Radiju 13. prosinca 2007. godine, "prema raznim izvorima, The Return of the Black Death je prodan u više od 10.000 primjeraka te se još uvijek prodaje".
Malo je objavljenih recenzija za albume sastava, no one koje postoje većinom su pozitivne, često dobre i poneke čak odlične. U knjižici albuma The Defeat of Satan / Despair Michael Bryzak piše da je, iako nije bio službeno objavljen do 2000. godine,  "Martyrium je s pravom smatran kultnim klasičnim albumom."
U pogledu Antestorovih postignuća Bryzak piše da zasluga za "Rođenje sjevernoeuropske kršćanske ekstremne metal scene može biti pripisana samo jednoj skupini, Antestoru." Godine 2010. HM postavlja The Return of the Black Death na redno mjesto pod brojem 40 na svojoj ljestvici Najboljih 100 kršćanskih metal albuma svih vremena te novinar Beck u vezi albuma izjavljuje kako je "Razorno mračan, TRBD je postavio standarde za kršćanski black metal."
Jamie Lee Rake iz časopisa HM Magazine govori o albumu Martyrium te raspravlja o tezi jesu li progresivni elementi koji su prisutni na albumu učinili sastav neprimijećenim inovatorom u ranoj norveškoj ekstremnoj metal sceni:

## Članovi sastava
Trenutna postava
- Ronny "Vrede" Hansen – vokali (2000. – danas)
- Lars "Vemod" Stokstad – gitara, vokali (1993. – danas), klavijature (1993. – 2000.)
- Erik Normann Aanonsen – bas-gitara (2011. – danas)
- Jo Henning Børven – bubnjevi (2010. – danas)
- Stig "Erkebisp" Rolfsen – gitara (1995. – 1997., 2015. - danas), koncertna gitara (2004.)

Bivši članovi
- Vegard "Gard" Undal – bas-gitara (1993. – 2004.)
- Svein "Armoth" Sander – bubnjevi (1993. – 2003.)
- Erling "Pilgrim" Jørgensen – gitara (1993. – 1995.)
- Kjetil "Martyr" Molnes – vokali (1993. – 2000.)
- Ole Børud – gitara (1996. – 1997.)
- Morten Sigmund "Sygmoon" Magerøy – klavijature (2000. – 2007.)
- Thor Georg Buer – programiranje (2010. – 2012.), bas-gitara (2010. – 2011.), gitara (2011. – 2012.)
- Robert Bordevik – gitara (2010. – 2011.), prateći vokali, gitara (2012. – 2015.)
- Nickolas Main Henriksen – sintesajzer (2010. – 2013.)

Bivši koncertni članovi
- Fionnghuala – ženski vokali (2000., 2007.)
- Pål "Savn" Dæhlen – bubnjevi (2001. – 2003.)
- Ravn "Jokull" Furfjod – vokali, bas-gitara (2002. – 2005.)
- Tony Kirkemo – bubnjevi (2004. – 2005.)
- Trond Bjørnstad – bas-gitara (2007.)
- Gustav "Gurra" Elowson – bubnjevi (2007.)

## Diskografija
Studijski albumi
- The Return of the Black Death (1998.)
- Martyrium (2000.)
- The Forsaken (2005.)
- Omen (2012.)

EP-ovi
- Det tapte liv (2004.)

Split albumi
- Northern Lights (1996.)

Kompilacije
- The Defeat of Satan (2003.)

Demo uradci
- Despair (1993.)
- Kongsblod (1997.)

## Vanjske poveznice

### Sestrinski projekti
|  | Zajednički poslužitelj ima još gradiva o temi Antestor |

### Mrežna mjesta
- Službene mrežne stranice sastava Antestor
- Discogs.com – Antestor (diskografija)